# Ordejón de Ordunte
Ordejón de Ordunte es una localidad española del municipio del Valle de Mena, perteneciente a la  provincia de Burgos, en la comunidad autónoma de Castilla y León.

## Historia
A mediados del siglo XIX, el lugar, ya por entonces perteneciente al municipio de Valle de Mena, tenía contabilizada una población de 30 habitantes. Aparece descrito en el duodécimo volumen del Diccionario geográfico-estadístico-histórico de España y sus posesiones de Ultramar de Pascual Madoz de la siguiente manera: 

ORDEJON: l. en la prov., aud. terr. y c. g. de Búrgos (18 leg.), dióc. de Santander (15), part. jud. de Villarcayo (6) y ayunt. titulado del Valle de Mena (1/2): sit. en la pendiente meridional de un monte denominado de la Cortera: goza de clima templado; reinan especialmente los vientos E. y S., y las enfermedades mas comunes son las afecciones de pecho. Tiene 8 casas y una igl. parr. (San Andrés Apóstol) servida por un cura párroco y un sacristán. Confina el térm. N. Flornes; E. Caniego; S. Villanueva y Barrasa, y O. este último y Taranco. El terreno en general es delgado y casi de ínfima calidad: el pueblo por los lados N. y E. está rodeado de montes mediananamente poblados dé encinas. caminos: los que conducen á los pueblus limítrofes, en malísimo estado. La correspondencia se recibe de Villarcayo por balijero. Las prod. consisten en trigo, algunas patatas y vino chacolí en corta cantidad; cria algo de ganado lanar y vacuno de labor; y caza no muy abundante de liebres, perdices y jabalíes. ind.: la agrícola, pobl.: 8 vec., 30 almas.
(Madoz, 1849, p. 296)

En 2024 la localidad tenía empadronados 10 habitantes.